# Lola Glaudini
Lola Glaudini (New York, 24 novembre 1971) è un'attrice statunitense.

## Biografia
Figlia del drammaturgo italoamericano Robert Glaudini e dalla scrittrice ed istruttrice universitaria Nina Diane Rosen (nata Kapler).
Ha frequentato il Bard College di New York.
Ha recitato nella serie televisiva Criminal Minds nel ruolo di Elle Greenaway, ma nel corso della seconda stagione ha lasciato il telefilm. Ha recitato inoltre nella serie TV I Soprano nel ruolo dell'agente Deborah Ciccerone Waldrup, e in precedenza in NYPD Blue nelle vesti di Dolores Mayo, un'impiegata eroinomane e in altre serie televisive.
Nella prima stagione della serie Las Vegas interpreta A.J. Laveau all'interno dell'episodio 13.
Ultimo ruolo importante è quello della giornalista Kat Damatto nella serie TV Persone sconosciute.
Vive a New York ed è sposata con il disegnatore di gioielli Stuart England; la coppia ha due figli.

## Filmografia

### Cinema
- Groove, regia di Greg Harrison (2000)
- Blow, regia di Ted Demme (2001)
- Imbattibile (Invincible), regia di Ericson Core (2006)
- La missione di Clara Rinker (2011)
- Quel momento imbarazzante (That Awkward Moment), regia di Tom Gormican (2014)

### Televisione
- I Soprano (The Sopranos) - serie TV, 7 episodi (2001-2004)
- Special Unit 2 - serie TV, 1 episodio (2001)
- The King of Queens - serie TV, 1 episodio (2002)
- Boomtown - serie TV, 1 episodio (2003)
- Andy Richter Controls the Universe - serie TV, 1 episodio (2003)
- Detective Monk (Monk) - serie TV, episodio 2x04 (2003)
- Criminal Minds - serie TV, 28 episodi (2005–2006)
- Law & Order: Criminal Intent - serie TV, episodio 7x04 (2007)
- Persone sconosciute (Persons Unknown) - serie TV, 13 episodi (2010)
- Blue Bloods - serie TV, episodio 1x12 (2011)
- Law & Order - Unità vittime speciali - serie TV, episodio 13x12 (2012)
- White Collar - serie TV, episodio 3x13 (2012)
- Person of Interest - serie TV, episodio 1x19 (2012)
- Golden Boy - serie TV, episodio 1x12 (2013)
- Castle - serie TV, episodio 6x13 (2014)
- The Expanse - serie TV, 5 episodi (2015-2016)
- Ray Donovan - serie TV, 10 episodi (2018-2019)
- Agents of S.H.I.E.L.D. - serie TV, 7 episodi (2017-2018)
- Law & Order - Unità vittime speciali (Law & Order: Special Victims Unit) - serie TV, episodio 24x06 (2022)

## Doppiatrici italiane
Nelle versioni in italiano delle opere in cui ha recitato, Lola Glaudini è stata doppiata da:
- Eleonora De Angelis in Criminal Minds, Persone sconosciute, Law & Order - Unità vittime speciali (ep. 24x06)
- Marina Guadagno in Imbattibile
- Olivia Manescalchi in Law & Order: Criminal Intent
- Cinzia De Carolis in Blue Bloods
- Sabrina Duranti in Law & Order - Unità vittime speciali (ep. 13x12)
- Giò Giò Rapattoni in White Collar
- Tatiana Dessi in Person of Interest
- Stefanella Marrama in Castle
- Alessandra Cassioli in The Expanse
- Emanuela Baroni in Revenge
- Roberta Pellini in Agents of S.H.I.E.L.D.
- Claudia Catani in Ray Donovan